# القور (السوم)

تعديل مصدري - تعديل

القور هي إحدى قرى عزلة السوم بمديرية السوم التابعة لمحافظة حضرموت، بلغ تعداد سكانها 102 نسمة حسب تعداد اليمن لعام 2004.